# Transport kolejowy w Uzbekistanie

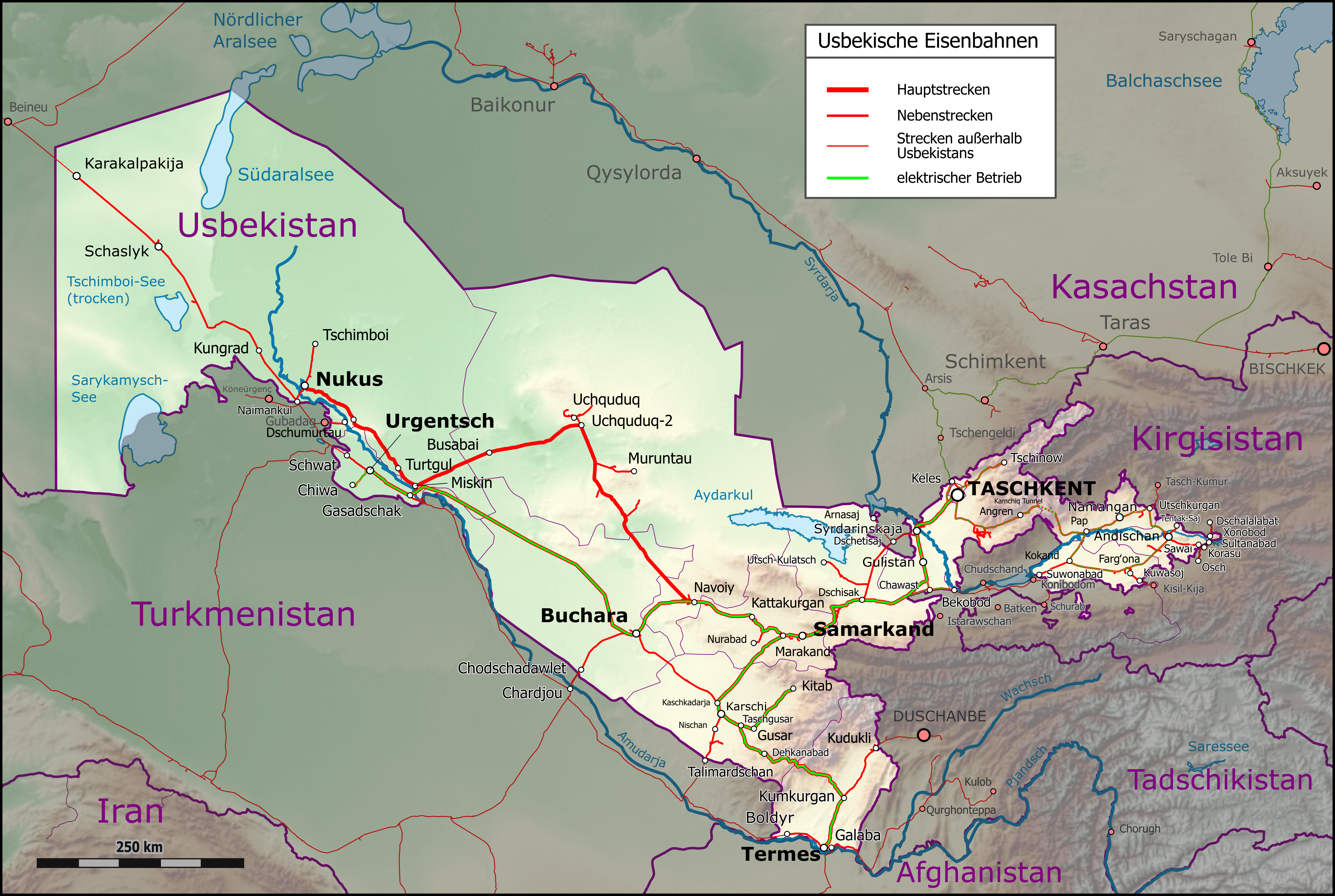
Mapa sieci kolejowej Uzbekistanu

Transport kolejowy w Uzbekistanie – system transportu kolejowego działający na terenie Uzbekistanu.
W Uzbekistanie istnieje 4642 km linii kolejowych z czego 1684 km jest zelektryfikowanych. Linie mają szeroki (rosyjski) rozstaw szyn – 1520 mm. Państwowy przewoźnik to O‘zbekiston temir yo‘llari.